# Mistrzostwa Polski w Biegach Narciarskich 2007
Mistrzostwa Polski w Biegach Narciarskich 2007 – zawody w biegach narciarskich, które rozegrano w dniach 8 lutego – 11 lutego 2007 na trasach C.O.S. Istebna Kubalonka w Wiśle.

## Terminarz
| Data           | Godzina | Konkurencja                      | Złoto              | Srebro                    | Brąz                   | Źródło |
| -------------- | ------- | -------------------------------- | ------------------ | ------------------------- | ---------------------- | ------ |
| 8 lutego 2007  | ? CET   | Sprint stylem dowolnym kobiet    | Justyna Kowalczyk  | Sylwia Jaśkowiec          | Kornelia Marek         | [ 1 ]  |
| 8 lutego 2007  | ? CET   | Sprint stylem dowolnym mężczyzn  | Janusz Krężelok    | Maciej Kreczmer           | Wojciech Biskup        | [ 1 ]  |
| 9 lutego 2007  | ? CET   | Sztafeta 4×10 km mężczyzn        | AZS AWF Katowice 2 | AZS AWF Katowice 1        | LKS Poroniec Poronin 1 | [ 1 ]  |
| 9 lutego 2007  | ? CET   | Sztafeta 4×5 km kobiet           | AZS AWF Katowice   | MKS Halicz Ustrzyki Dolne | UKS Rawa Siedlce       | [ 1 ]  |
| 10 lutego 2007 | ? CET   | 10 km stylem klasycznym mężczyzn | Janusz Krężelok    | Maciej Kreczmer           | Andrzej Michałek       | [ 1 ]  |
| 10 lutego 2007 | ? CET   | 5 km stylem klasycznym kobiet    | Justyna Kowalczyk  | Sylwia Jaśkowiec          | Kornelia Marek         | [ 1 ]  |
| 11 lutego 2007 | ? CET   | 30 km stylem dowolnym mężczyzn   | Mariusz Michałek   | Kamil Fundanicz           | Rafał Węgrzyn          | [ 1 ]  |
| 11 lutego 2007 | ? CET   | 15 km stylem dowolnym kobiet     | Sylwia Jaśkowiec   | Kornelia Marek            | Anna Staręga           | [ 1 ]  |

## Wyniki
| Miejsce | Zawodniczka          | Czas       | Strata |
| ------- | -------------------- | ---------- | ------ |
|         | Justyna Kowalczyk    | Finał A    |        |
|         | Sylwia Jaśkowiec     | Finał A    |        |
|         | Kornelia Marek       | Finał A    |        |
| 4.      | Kinga Bieszczad      | Finał A    |        |
| 5.      | Aleksandra Prekurat  | Finał B    |        |
| 6.      | Agnieszka Szymańczak | Finał B    |        |
| 7.      | Urszula Zapotoczna   | Finał B    |        |
| 8.      | Anna Staręga         | Finał B    |        |
| 9.      | Natalia Grzebisz     | 1/4 finału |        |
| 10.     | Monika Długa         | 1/4 finału |        |

| Miejsce | Zawodnik          | Czas       | Strata |
| ------- | ----------------- | ---------- | ------ |
|         | Janusz Krężelok   | Finał A    |        |
|         | Maciej Kreczmer   | Finał A    |        |
|         | Wojciech Biskup   | Finał A    |        |
| 4.      | Kamil Fundanicz   | Finał A    |        |
| 5.      | Piotr Tkacz       | Finał B    |        |
| 6.      | Bartosz Fundanicz | Finał B    |        |
| 7.      | Piotr Kocoń       | Finał B    |        |
| 8.      | Rafał Węgrzyn     | Finał B    |        |
| 9.      | Piotr Kocoń       | 1/4 finału |        |
| 10.     | Maciej Staręga    | 1/4 finału |        |

| Miejsce | Zawodniczka               | Czas        | Strata |
| ------- | ------------------------- | ----------- | ------ |
|         | AZS AWF Katowice          | 1:05.09,0 h |        |
|         | MKS Halicz Ustrzyki Dolne | 1:14.03,9 h |        |
|         | UKS Rawa Siedlce          | 1:14.33,6 h |        |
| 4.      | LKS Poroniec Poronin      | 1:14.58,4 h |        |
| 5.      | LKS Witów Mszana Górna I  | 1:15.09,2 h |        |
| 6.      | UMKS Marklowice           | 1:15.18,8 h |        |
| 7.      | AZS AWF Kraków Zakopane   | 1:17:31,8 h |        |
| 8.      | KS Wisła Ustronianka      | 1:18:09,1 h |        |

| Miejsce | Zawodnik                  | Czas             | Strata |
| ------- | ------------------------- | ---------------- | ------ |
|         | AZS AWF Katowice II       | 1:57.27,9 h      |        |
|         | AZS AWF Katowice I        | 1:58.14,5 h      |        |
|         | LKS Poroniec Poronin I    | 1:59.22,4        |        |
| 4.      | LKS Poroniec Poronin II   | 2:06.32,7 h      |        |
| 5.      | AZS AWF Kraków Zakopane   | 2:08.48,3 h      |        |
| 6.      | LKS Witów Mszana Górna    | 2:10.29,9 h      |        |
| 7.      | UKS Rawa Siedlce          | 2:23:21,6 h      |        |
| DNF.    | LKS Poroniec Poronin III  | nie ukończyli    |        |
| DNS.    | MKS Halicz Ustrzyki Dolne | nie wystartowali |        |

| Miejsce | Zawodniczka          | Czas        | Strata      |
| ------- | -------------------- | ----------- | ----------- |
|         | Justyna Kowalczyk    | 14:37,8 min |             |
|         | Sylwia Jaśkowiec     | 15:51,3 min | +1:13,5 min |
|         | Kornelia Marek       | 16:09,6 min | +1:31,8 min |
| 4.      | Marcela Marcisz      | 17:05,0 min | +2:27,2 min |
| 5.      | Kinga Bieszczad      | 17:08,1 min | +2:30,3 min |
| 6.      | Agnieszka Szymańczak | 17:11,6 min | +2:33,8 min |
| 7.      | Justyna Mordarska    | 17:44,4 min | +3:06,6 min |
| 8.      | Joanna Rapta         | 17:46,3 min | +3:08,5 min |
| 9.      | Aleksandra Prekurat  | 17:51,9 min | +3:14,1 min |
| 10.     | Anna Staręga         | 17:55,8 min | +3:18,0 min |

| Miejsce | Zawodnik         | Czas        | Strata      |
| ------- | ---------------- | ----------- | ----------- |
|         | Janusz Krężelok  | 26:11,2 min |             |
|         | Maciej Kreczmer  | 26:20,8 min | +9,6 s      |
|         | Andrzej Michałek | 28:38,9 min | +2:27,7 min |
| 4.      | Mariusz Michałek | 28:48,9 min | +2:37,7 min |
| 5.      | Tomasz Kałużny   | 28:57,2 min | +2:46,0 min |
| 6.      | Piotr Tkacz      | 29:15,0 min | +3:03,8 min |
| 7.      | Wojciech Biskup  | 29:29,1 min | +3:17,9 min |
| 8.      | Adam Kwak        | 29:32,6 min | +3:21,4 min |
| 9.      | Kamil Fundanicz  | 29:35,6 min | +3:24,4 min |
| 10.     | Piotr Kocoń      | 29:40,2 min | +3:29,0 min |

| Miejsce | Zawodniczka          | Czas        | Strata       |
| ------- | -------------------- | ----------- | ------------ |
|         | Sylwia Jaśkowiec     | 46:42,0 min |              |
|         | Kornelia Marek       | 49:21,5 min | +2:39,5 min  |
|         | Anna Staręga         | 49:58,2 min | +3:16,2 min  |
| 4.      | Marcela Marcisz      | 50:07,3 min | +3:25,3 min  |
| 5.      | Urszula Zapotoczna   | 50:24,3 min | +3:42,3 min  |
| 6.      | Kinga Bieszczad      | 51:36,5 min | +4:54,5 min  |
| 7.      | Agnieszka Szymańczak | 51:36,9 min | +4:54,9 min  |
| 8.      | Natalia Grzebisz     | 54:27,9 min | +7:45,9 min  |
| 9.      | Aleksandra Prekurat  | 55:18,1 min | +8:36,1 min  |
| 10.     | Monika Napora        | 57:10,4 min | +10:28,4 min |

| Miejsce | Zawodnik         | Czas        | Strata      |
| ------- | ---------------- | ----------- | ----------- |
|         | Mariusz Michałek | 1:27:54,3 h |             |
|         | Kamil Fundanicz  | 1:28:15,2 h | +20,9 s     |
|         | Rafał Węgrzyn    | 1:28:38,3 h | +44,0 min   |
| 4.      | Piotr Śliwka     | 1:28:57,7 h | +1:03,4 min |
| 5.      | Adam Kwak        | 1:29:03,9 h | +1:09,6 min |
| 6.      | Wojciech Biskup  | 1:29:22,6 h | +1:28,3 min |
| 7.      | Piotr Tkacz      | 1:29:23,1 h | +1:28,8 min |
| 8.      | Piotr Kocoń      | 1:29:25,3 h | +1:31,0 min |
| 9.      | Bogusław Gracz   | 1:30:31,3 h | +2:37,0 min |
| 10.     | Józef Tatar      | 1:31:16,1 h | +3:21,8 min |